# Le Crime d'amour
Pour plus de détails, voir Fiche technique et Distribution.
Le Crime d'amour est un film français écrit et réalisé par Guy Gilles, sorti en 1982.

## Synopsis
Jean, 20 ans, découvre dans un verger le cadavre d'une femme assassinée, Jeanne. La police le soupçonne d'avoir commis le meurtre : Jean déclare à Michel, un journaliste qui suit l'affaire, qu'il est le coupable. Or Michel, qui lors de son enquête a rencontré Odette, la sœur jumelle de Jeanne, ne le croit pas.

## Fiche technique
- Titre : Le Crime d'amour
- Réalisation : Guy Gilles
- Scénario : Guy Gilles
- Assistant-réalisateur : Gérard Frot-Coutaz
- Musique : Jean Wiener
- Photographie : Jean-Marc Ripert, Jean-Claude Larrieu
- Son : Bernard Aubouy, Dominique Dalmasso
- Montage : Jean-Pierre Desfosse
- Pays d’origine :  France
- Sociétés de production : ATC 3000 - Les Films du Clair de Terre
- Directeur de production : Jean Bastia
- Format : Couleurs — son monophonique — 35 mm
- Genre : Drame
- Durée : 90 minutes
- Date de sortie : France, 24 novembre 1982

## Distribution
- Macha Méril : Jeanne, Odette
- Richard Berry : Michel
- Jacques Penot : Jean
- Manuel Gélin : François
- Claude Brosset : l'inspecteur
- Jean Dasté : l'homme de l'asile
- Pascal Greggory : Marc
- Jean-Marie Proslier : le rédacteur en chef
- Piéral
- Anne Caudry
- Sonia Saviange